# Viennafair

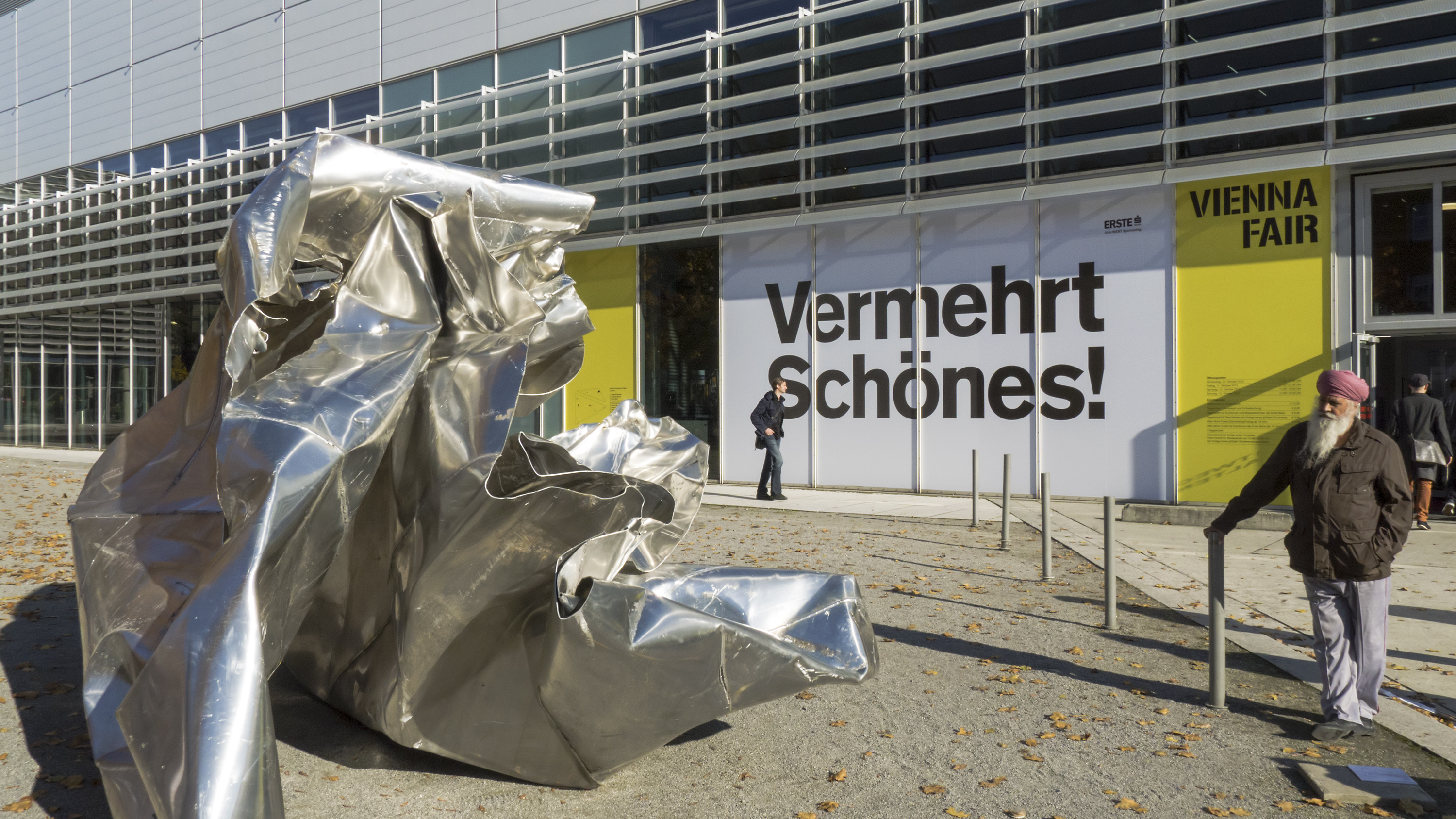
Viennafair 2013

Die Viennafair (Eigenschreibweise: VIENNAFAIR) war eine kommerzielle Messe für Zeitgenössische Kunst in Österreich. Sie fand seit 2005 jährlich in Wien statt, bis sich 2015 die Kunstmesse „viennacontemporary“ als Konkurrent etabliert hat.

## Geschichte
2005 wurde die Kunstmesse von dem Veranstaltungsunternehmen „Reed Messe Wien GmbH“ gegründet. Sie hatte den Zweck, ortsansässigen Kunstgalerien Verkaufsmöglichkeiten zu erschließen. Außerdem sollte Wien als Kunststandort etabliert werden. Der Schwerpunkt der Messe lag auf der Kunst aus Zentral-, Mittel- und Südosteuropa. Über die Zulassung zur Messe entschieden in der Anfangsphase vor allem Galeristen aus Österreich, später wurde die Kommission internationaler. Erste künstlerische Leiterin war die Kuratorin Gabriela Gantenbein. Von 2006 bis 2010 leitete der Kulturmanager Edek Bartz die Messe, die er durch ein Rahmenprogramm erweiterte, das auch in den Wiener Galerien stattfand. In diesem Rahmenprogramm wurden Direktoren von Museen und Institutionen eingeladen, an Diskussionen mit Künstlern wie Paweł Althamer, Julien Bismuth, oder Shirin Neshat teilzunehmen. 2011 übernahmen die auf ost- und südosteuropäische Kunst spezialisierten Kuratoren Hedwig Saxenhuber und Georg Schöllhammer die Leitung mit dem Schwerpunkt zeitgenössische türkische Kunst. Ziel war es, für diese Kunst neue Sammler zu finden. Um auch Galerien aus der Kaukasusregion, Zentralasien und dem Mittleren Osten zu präsentieren, wurden nicht kommerzielle Ausstellungsbereiche geschaffen. 
2012 zog sich die Firma „Reed Exhibition“ aus dem Projekt zurück, die Viennafair wurde ab 2012 von einer „VF Betriebsgesellschaft mbH“ organisiert. Ab April 2012 leiteten Christina Steinbrecher-Pfandt und Vita Zaman die Viennafair, Schwerpunkt war nun Russland. Doch 2014, während des Ukrainekonflikts, trat Vita Zaman, eine gebürtige Litauerin, von der künstlerischen Leitung der Messe zurück. Christina Steinbrecher-Pfandt verließ nach der Messe 2014 ebenfalls die Viennafair und organisierte stattdessen ab dem Jahr 2015 die neue Kunstmesse „viennacontemporary“, die sie auch 2017 fortführen möchte. Im Oktober 2015 fand die vorerst letzte Viennafair unter Leitung von Wolfgang Pelz statt.